# Demolis intensiva
Demolis intensiva là một loài bướm đêm thuộc phân họ Arctiinae, họ Erebidae.